# Базож Монпенсон
Базож Монпенсон (фр. Bazoge-Montpinçon) насеље је и општина у западној Француској у региону Лоара, у департману Мајен која припада префектури Мајен.
По подацима из 2011. године у општини је живело 934 становника, а густина насељености је износила 110,66 становника/km². Општина се простире на површини од 8,44 km². Налази се на средњој надморској висини од 118 метара (максималној 144 m, а минималној 99 m).

## Демографија
| 1962. | 1968. | 1975. | 1982. | 1990. | 1999. | 2011. |
| ----- | ----- | ----- | ----- | ----- | ----- | ----- |
| 149   | 163   | 201   | 334   | 495   | 525   | 934   |

График промене броја становника у току последњих година